# San Juan Sayultepec
San Juan Sayultepec är en kommun i Mexiko.   Den ligger i delstaten Oaxaca, i den sydöstra delen av landet, 290 km sydost om huvudstaden Mexico City. Antalet invånare är 655. Arean är 16,6 kvadratkilometer.
Terrängen i San Juan Sayultepec är huvudsakligen platt, men söderut är den kuperad.